# Viatitches
Les Viatitches sont un peuple slave oriental vivant dans le bassin de l'Oka puis colonisant le bassin de la Moskova et dont la présence est attestée dans les chroniques russes et dans de nombreux vestiges archéologiques. La dernière mention de ce peuple dans les Chroniques date de 1197 mais des témoignages indirects courent jusqu'au début du XIVe siècle.